# Vallons-de-l'Erdre
Vallons-de-l'Erdre is een gemeente in het Franse regio Pays de la Loire. De plaats maakt deel uit van het arrondissement Châteaubriant-Ancenis. Vallons-de-l'Erdre telde op 1 januari 2022 6.625 inwoners.
Vallons-de-l'Erdre is op 1 januari 2018 gevormd als commune nouvelle door de fusie van de gemeenten Bonnœuvre, Freigné, Maumusson, Saint-Mars-la-Jaille, Saint-Sulpice-des-Landes en Vritz. Freigné maakte tot dan deel uit van het departement Maine-et-Loire en werd met de fusie overgeheveld naar het departement Loire-Atlantique, waar de overige fusiegemeenten al deel van uitmaakten.

## Geografie
De oppervlakte van Vallons-de-l'Erdre bedroeg op 1 januari 2022 189,90 vierkante kilometer; de bevolkingsdichtheid was toen 34,9 inwoners per km².

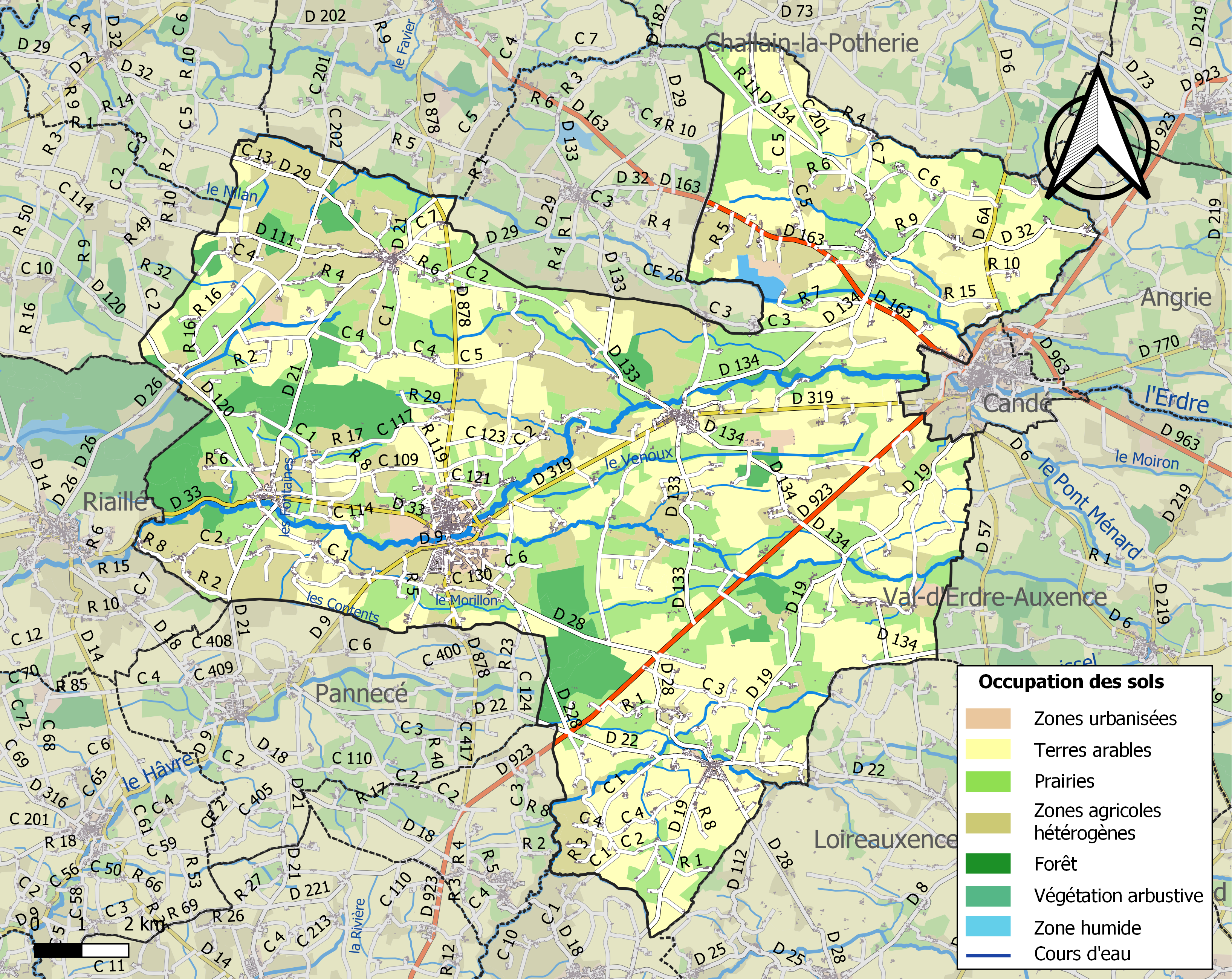
Kaart van de gemeente met de belangrijkste infrastructuur, bodemgebruik en omliggende gemeenten